# Bertuğ Yıldırım
Bertuğ Özgür Yıldırım (Istanbul, 12 luglio 2002) è un calciatore turco, attaccante del Rennes, e della nazionale turca.

## Carriera

### Club
Cresciuto nel settore giovanile del Sarıyer, debutta in prima squadra il 4 maggio 2019, in occasione dell'incontro di TFF 2. Lig perso per 1-3 contro l'Uşakspor. Il 3 giugno 2021 viene acquistato dall'Hatayspor. Il 14 agosto seguente ha esordito in Süper Lig, disputando l'incontro pareggiato per 1-1 contro il Kasımpaşa. Sigla la sua prima rete nella massima divisione turca il 22 maggio 2022, nell'incontro vinto per 4-1 contro il Giresunspor.
Il 29 agosto 2023 viene acquistato dal Rennes.

### Nazionale
Ha giocato nelle nazionali giovanili turche Under-21 ed Under-23.
L'8 settembre 2023 ha esordito in nazionale maggiore nella sfida contro l'Armenia in cui ha realizzato il gol del decisivo 1-1.

## Statistiche

### Presenze e reti nei club
Statistiche aggiornate al 30 agosto 2023.
| Stagione         | Squadra          | Campionato       | Campionato | Campionato | Coppe nazionali | Coppe nazionali | Coppe nazionali | Coppe continentali | Coppe continentali | Coppe continentali | Altre coppe | Altre coppe | Altre coppe | Totale | Totale |
| Stagione         | Squadra          | Comp             | Pres       | Reti       | Comp            | Pres            | Reti            | Comp               | Pres               | Reti               | Comp        | Pres        | Reti        | Pres   | Reti   |
| ---------------- | ---------------- | ---------------- | ---------- | ---------- | --------------- | --------------- | --------------- | ------------------ | ------------------ | ------------------ | ----------- | ----------- | ----------- | ------ | ------ |
| 2018-2019        | Sarıyer          | 2L               | 1          | 0          | CT              | -               | -               |                    | -                  | -                  |             | -           | -           | 1      | 0      |
| 2019-2020        | Sarıyer          | 2L               | 1          | 0          | CT              | -               | -               |                    | -                  | -                  |             | -           | -           | 1      | 0      |
| 2020-2021        | Sarıyer          | 2L               | 29         | 6          | CT              | 1               | 0               |                    | -                  | -                  |             | -           | -           | 30     | 6      |
| Totale Sarıyer   | Totale Sarıyer   | Totale Sarıyer   | 31         | 6          |                 | 1               | 0               |                    | -                  | -                  |             | -           | -           | 32     | 6      |
| 2021-2022        | Hatayspor        | SL               | 16         | 1          | CT              | 1               | 0               |                    | -                  | -                  |             | -           | -           | 17     | 1      |
| 2022-2023        | Hatayspor        | SL               | 16         | 4          | CT              | 1               | 0               |                    | -                  | -                  |             | -           | -           | 17     | 4      |
| 2022-2023        | Antalyaspor      | SL               | 13         | 2          | CT              | 0               | 0               |                    | -                  | -                  |             | -           | -           | 13     | 2      |
| lug.-ago.2023    | Hatayspor        | SL               | 3          | 1          | CT              | 0               | 0               |                    | -                  | -                  |             | -           | -           | 3      | 1      |
| Totale Hatayspor | Totale Hatayspor | Totale Hatayspor | 35         | 6          |                 | 2               | 0               |                    | -                  | -                  |             | -           | -           | 37     | 6      |
| Totale carriera  | Totale carriera  | Totale carriera  | 76         | 13         |                 | 3               | 0               |                    | -                  | -                  |             | -           | -           | 79     | 13     |

### Cronologia presenze e reti in nazionale
| Cronologia completa delle presenze e delle reti in nazionale ― Turchia | Cronologia completa delle presenze e delle reti in nazionale ― Turchia | Cronologia completa delle presenze e delle reti in nazionale ― Turchia | Cronologia completa delle presenze e delle reti in nazionale ― Turchia | Cronologia completa delle presenze e delle reti in nazionale ― Turchia | Cronologia completa delle presenze e delle reti in nazionale ― Turchia | Cronologia completa delle presenze e delle reti in nazionale ― Turchia | Cronologia completa delle presenze e delle reti in nazionale ― Turchia |
| Data                                                                   | Città                                                                  | In casa                                                                | Risultato                                                              | Ospiti                                                                 | Competizione                                                           | Reti                                                                   | Note                                                                   |
| ---------------------------------------------------------------------- | ---------------------------------------------------------------------- | ---------------------------------------------------------------------- | ---------------------------------------------------------------------- | ---------------------------------------------------------------------- | ---------------------------------------------------------------------- | ---------------------------------------------------------------------- | ---------------------------------------------------------------------- |
| 8-9-2023                                                               | Eskişehir                                                              | Turchia                                                                | 1 – 1                                                                  | Armenia                                                                | Qual. Euro 2024                                                        | 1                                                                      | 80’ 88’                                                                |
| 12-9-2023                                                              | Genk                                                                   | Turchia                                                                | 2 – 4                                                                  | Giappone                                                               | Amichevole                                                             | 1                                                                      |                                                                        |
| 12-10-2023                                                             | Osijek                                                                 | Croazia                                                                | 0 – 1                                                                  | Turchia                                                                | Qual. Euro 2024                                                        | -                                                                      | 74’ 89’                                                                |
| 11-10-2024                                                             | Samsun                                                                 | Turchia                                                                | 1 – 0                                                                  | Montenegro                                                             | UEFA Nations League 2024-2025 - 1º turno                               | -                                                                      | 46’                                                                    |
| 14-10-2024                                                             | Reykjavík                                                              | Islanda                                                                | 2 – 4                                                                  | Turchia                                                                | UEFA Nations League 2024-2025 - 1º turno                               | -                                                                      | 90+3’                                                                  |
| Totale                                                                 |                                                                        | Presenze                                                               | 5                                                                      |                                                                        | Reti                                                                   | 2                                                                      |                                                                        |